# A Million Happy Nows
Pour plus de détails, voir Fiche technique et Distribution.
A Million Happy Nows est un film américain réalisé par Albert Alarr, sorti en 2017.

## Synopsis
Lainey Allen (Crystal Chappell), une actrice d'expérience, est fatiguée d'être mise sur la touche pour les jeunes talents et décide donc de se retirer. 
Elle et sa partenaire, la publiciste Eva Morales (Jessica Leccia), déménagent dans une maison surplombant l'océan sur la côte centrale de la Californie.

## Fiche technique
- Titre original : A Million Happy Nows
- Réalisation : Albert Alarr
- Scénario : Marisa Calin
- Photographie :
- Montage : Steve Ansell, Kristen Young
- Musique : Stephen Graziano
- Production : Crystal Chappell, Christa Morris, Hillary B. Smith
- Producteur exécutif : Marisa Calin
- Sociétés de production : Open Book Productions, Perfect Features
- Sociétés de distribution :
- Pays d'origine :  États-Unis
- Langue originale : anglais américain
- Lieux de tournage :
- Format : couleur
- Genre : drame, romance saphique
- Durée : 80 minutes
- Dates de sortie :
  -  États-Unis : 2017
  -  Pays-Bas : 15 mars 2017 au Roze Filmdagen (nl)
  -  Allemagne : novembre 2017

## Distribution
- Crystal Chappell : Lainey Allen
- Jessica Leccia : Eva Morales
- Dan Gauthier : Jason
- Dendrie Taylor : Julie
- Robert Gant : Dr Hansen
- Susan Seaforth Hayes : Katy
- Cuyle Carvin : Mike
- Mark Hapka : Zach
- Dale Raoul : Wendy
- Donnell Turner : Mr. Handsome
- Roberta Valderrama : Mindy
- Hillary B. Smith : Val
- Michael Corbett : Aden
- Andrew Dits : Dan
- Brett Weinstock : le journaliste